# Михалки (Брестская область)
Михалки (бел. Міхалкі) — деревня в Берёзовском районе Брестской области Белоруссии. Входит в состав Сигневичского сельсовета.

## География
Деревня находится в центральной части Брестской области, при автодороге Н-84, на расстоянии приблизительно 17 километров (по прямой) к юго-западу от города Берёза, административного центра района. Абсолютная высота — 149 метров над уровнем моря. Площадь населённого пункта — 0,8157 км².

## История
По состоянию на 1905 год, в Михалках проживало 250 человек. В административном отношении деревня входила в состав Черняковской волости Пружанского уезда Гродненской губернии.
Согласно Рижскому мирному договору (1921), деревня вошла в состав межвоенной Польши. Входила в состав гмины Чернякув Пружанского повета Полесского воеводства Польши. В 1921 году числилось 242 жителя, проживавших в 57 домах. В этническом составе населения того периода белорусы составляли 65,7 %, поляки — 32,2 %. В конфессиональном составе населения преобладали православные христиане (98,3 %).
С 1939 года в БССР, с 1940 года деревня в составе Пешкинского сельсовета, который в 1954 году был переименован в Борковский сельсовет.

## Население
По данным переписи 2019 года, в деревне проживало 38 человек.
| Год  | Население, человек |
| ---- | ------------------ |
| 1905 | 250                |
| 1921 | ↘ 242              |
| 2009 | ↘ 62               |
| 2019 | ↘ 38               |